# Liste der Kulturdenkmäler in Frankenstein (Pfalz)
In der Liste der Kulturdenkmäler in Frankenstein sind alle Kulturdenkmäler der rheinland-pfälzischen Ortsgemeinde Frankenstein einschließlich des Ortsteils Diemerstein aufgeführt. Grundlage ist die Denkmalliste des Landes Rheinland-Pfalz (Stand: 21. Juli 2023).

## Denkmalzonen
| Bezeichnung                | Lage                           | Baujahr                 | Beschreibung | Bild |
| -------------------------- | ------------------------------ | ----------------------- | --- | ---- |
| Denkmalzone Alter Friedhof | Frankenstein, Am Friedhof Lage | 18. bis 20. Jahrhundert | auf dem alten Kirchhof an der protestantischen Kirche: - reich verzierte Stele, um 1861 - barocker Doppel-Grabstein, um 1750 - Kreuzigungsgruppe mit Stifterfamilie, um 1760, sowie zwei weitere, um 1787 und um 1758 - Kriegerdenkmal 1914/18, Sandstein, 1920er Jahre - klassizistischer Obelisk, nach 1772 | BW   |

## Einzeldenkmäler
| Bezeichnung                                              | Lage                                                                            | Baujahr                              | Beschreibung | Bild                                    |
| -------------------------------------------------------- | ------------------------------------------------------------------------------- | ------------------------------------ | --- | --------------------------------------- |
| Protestantische Kirche                                   | Frankenstein, Am Friedhof 1 Lage                                                | 1871/72                              | neugotischer Saalbau, 1871/72, Bauinspektor Tanera und Bezirksbaumeister Julius Huth, Kaiserslautern; Ensemble mit Burgruine und Tunnelportal der Bahnlinie Ludwigshafen am Rhein–Saarbrücken                                                                     | Fotos hochladen                         |
| Bahnhof Frankenstein (Pfalz)                             | Frankenstein, Hauptstraße 9 Lage                                                | drittes Viertel des 19. Jahrhunderts | zweieinhalbgeschossiger spätklassizistischer Walmdachbau mit Giebelrisalit, wohl aus dem dritten Viertel des 19. Jahrhunderts | weitere Bilder Fotos hochladen          |
| Katholische Kirche Heilige Dreifaltigkeit und St. Ludwig | Frankenstein, Hauptstraße 19 Lage                                               | 1932/33                              | Saalbau, barockisierender Heimatstil, 1932/33, Architekt Paul Klostermann | Fotos hochladen                         |
| Wohnhaus                                                 | Frankenstein, Hauptstraße 23 Lage                                               | Mitte des 19. Jahrhunderts           | eingeschossiges Unterstallhaus, Mitte des 19. Jahrhunderts | Fotos hochladen                         |
| Schulhaus                                                | Frankenstein, Hauptstraße 54 Lage                                               |                                      | ehemalige Schule; Krüppelwalmdachbau, Heimatstil, Portalvorhalle, Jugendstil | Fotos hochladen                         |
| Wohnhaus                                                 | Frankenstein, Hauptstraße 98 Lage                                               | um 1850                              | stattlicher spätklassizistischer Krüppelwalmdachbau, um 1850, Anbau des 19. Jahrhunderts | Fotos hochladen                         |
| Burgruine Frankenstein                                   | Frankenstein, oberhalb des Ortes Lage                                           | Anfang des 13. Jahrhunderts          | von der Anfang des 13. Jahrhunderts errichteten Anlage erhalten: Reste der Ringmauer und des Bergfried (Oberburg), des Wohnhauses, des ehemaligen Saals und der Kapelle (Unterburg); Zwinger und Flankenturm, wohl aus dem 15. Jahrhundert; bauliche Gesamtanlage | weitere Bilder Fotos hochladen          |
| Tunnelportal                                             | Frankenstein, nächst der B 37                                                   | drittes Viertel des 19. Jahrhunderts | Tunnelportal; drittes Viertel des 19. Jahrhunderts | Direkt Bild zu diesem Denkmal hochladen |
| Tunnelportal                                             | Frankenstein, unterhalb der Burgruine Lage                                      | 1848                                 | Tunnelportal der 1848 eröffneten Bahnlinie Ludwigshafen am Rhein–Saarbrücken; abgestufter Zinnengiebel, Rotsandsteinquader | weitere Bilder Fotos hochladen          |
| Brunnen                                                  | Diemerstein                                                                     | 19. Jahrhundert                      | Brunnenkammer, 19. Jahrhundert (?); Wappenschild | Direkt Bild zu diesem Denkmal hochladen |
| Brunnenstube                                             | Diemerstein                                                                     | 19. Jahrhundert                      | Brunnenstube, 19. Jahrhundert; Bossenquaderverkleidung | Direkt Bild zu diesem Denkmal hochladen |
| Villa Denis                                              | Diemerstein, Nr. 9 Lage                                                         | 1845–49                              | sogenanntes Schlösschen; klassizistische Baugruppe mit Belvedereturm, 1845–49, Westflügel 1907 | weitere Bilder Fotos hochladen          |
| Burgruine Diemerstein                                    | Diemerstein, oberhalb von Nr. 9 Lage                                            | 13. Jahrhundert                      | Ringmauerreste der Unterburg; Bergfried, 13. Jahrhundert; Reste eines Wohnhauses, 16. Jahrhundert; 1847 Wiederherstellung von Ringmauer, Treppenanlagen, Felsgang                                                                                                 | weitere Bilder Fotos hochladen          |
| Grabstein                                                | Diemerstein, nördlich der Burgruine im Glastal, auf dem Mennonitenfriedhof Lage | 1855                                 | Grabstein Peter Eymann († 1855), klassizistische Sandsteinstele | Fotos hochladen                         |

## Ehemalige Kulturdenkmäler
| Bezeichnung  | Lage                             | Baujahr | Beschreibung | Bild                           |
| ------------ | -------------------------------- | ------- | --- | ------------------------------ |
| Posthalterei | Frankenstein, Diemerstein 2 Lage | 1763    | spätbarocker Massivbau, bezeichnet 1763, Baumeister Schmeisser; langgestreckter Rotsandsteinquader-Anbau, 19. Jahrhundert; aus Denkmalliste gelöscht und im Januar 2012 abgebrochen | weitere Bilder Fotos hochladen |